# Ubaldo von Gellhorn
Ubaldo von Gellhorn (* 29. April 1817 in Jakobine (Kreis Ohlau); † 14. September 1895 in Jakobsdorf (Landkreis Schweidnitz)) war ein preußischer Geheimer Regierungsrat, Landrat und Rechtsritter des Johanniterordens.

## Herkunft und Leben
Ubaldo von Gellhorn war Angehöriger des schlesischen Uradelsgeschlechts Gellhorn. Er war der älteste Sohn von Eduard von Gellhorn (1792–1847), preußischer Landrat des Landkreises Schweidnitz und dessen Ehefrau (⚭ 1816) Ernestine Maximiliane Charlotte (1794–1849), geb. von Studnitz. Seit 1846 amtierte Ubaldo von Gellhorn in der Nachfolge seines Vaters Eduard von Gellhorn als Landrat des Landkreises Schweidnitz. Vom April 1847 bis Juni 1850 amtierte er – ebenfalls in der Nachfolge seines Vaters – als königlicher Compatronats-Commissarius des Schweidnitzer Gymnasial-Collegiums. Das Gymnasium hatte er während seiner Jugendzeit als Zögling besucht. Amtsnachfolger als Landrat des Schweidnitzner Kreises wurde im Jahr 1863 Karl von Pückler-Burghauß.

## Persönliches
Ubaldo von Gellhorn war seit 1867 Rechtsritter des Johanniterordens. Er war Erbherr auf Grunau-Jakobsdorf und Arnsdorf und seit dem 22. Juli 1852 mit Anna Friederike Ernestine (1823–1912), geb. von Studnitz, verheiratet.